# Richard Brakenburg

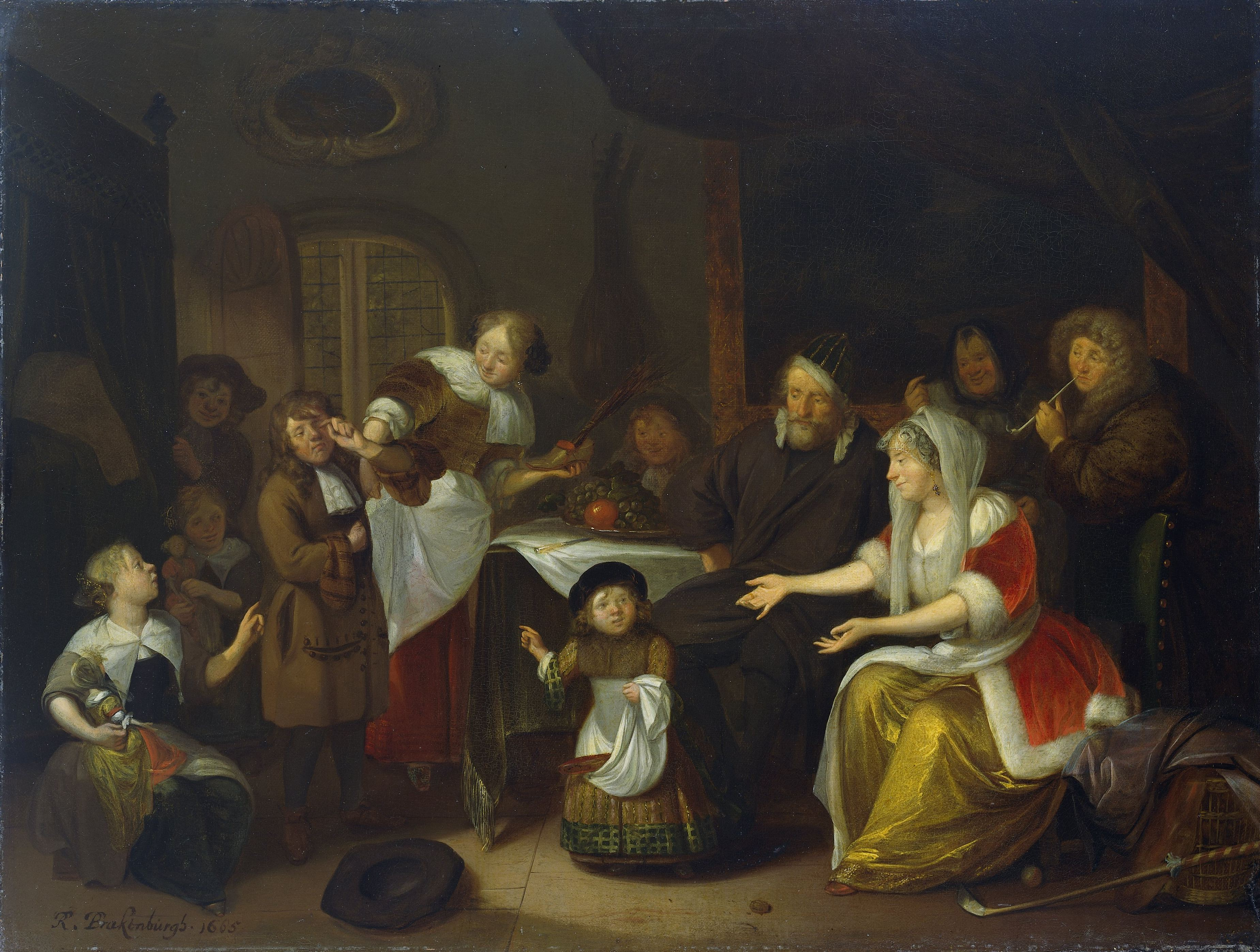
Het Sint Nicolaasfeest. 1685. Amsterdam, Rijksmuseum Amsterdam.

Richard Mennesz. Brakenburg of Brakenburgh (Haarlem, 22 mei 1650 – aldaar, 28 december 1702) was een Nederlands kunstschilder behorend tot de Hollandse School. Hij was vooral een genreschilder, maar liet ook historiestukken, landschappen en portretten na.
Brakenburg werd geboren in Haarlem als dertiende uit een gezin van veertien kinderen van een oorspronkelijk Oost-Friese familie. Hij was van 1670 tot 1687 woonachtig en actief in Leeuwarden en keerde in 1687 terug naar zijn geboortestad Haarlem. Hij leerde volgens Arnold Houbraken het vak van Frederick Mommers en de Haarlemse schilder Adriaen van Ostade. Als genreschilder was hij een trouwe navolger van Jan Steen. Ook maakte hij bescheiden naam als portretschilder en als dichter. In Leeuwarden was hij mogelijk leermeester van de Friese schilder van zeegezichten Wigerus Vitringa.
Werken van Brakenburg hangen onder andere in het Rijksmuseum in Amsterdam (zie afbeelding), het Mauritshuis in Den Haag en het Szépművészeti Múzeum in Boedapest.

## Gallery

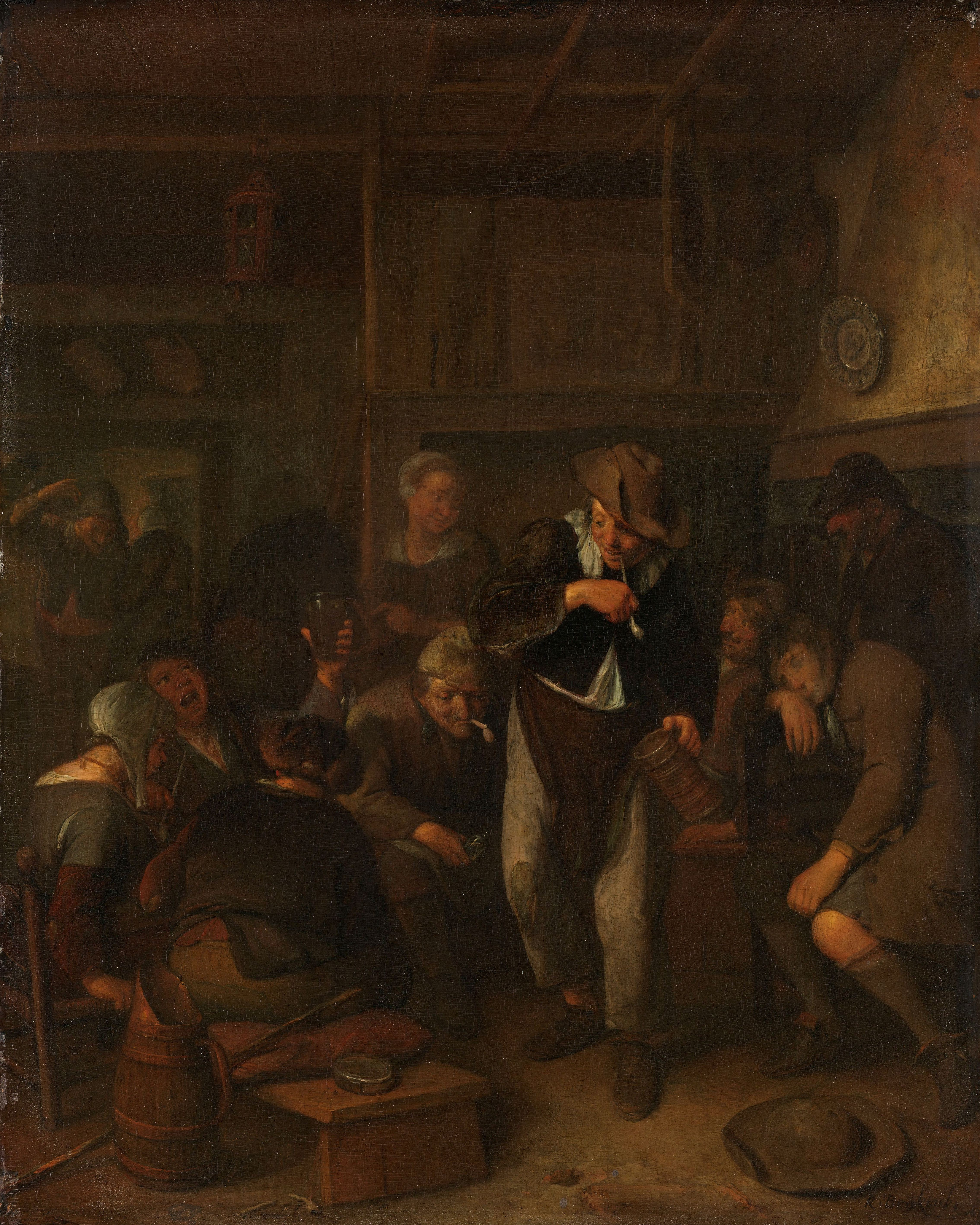
Herberg, Rijksmuseum Amsterdam.
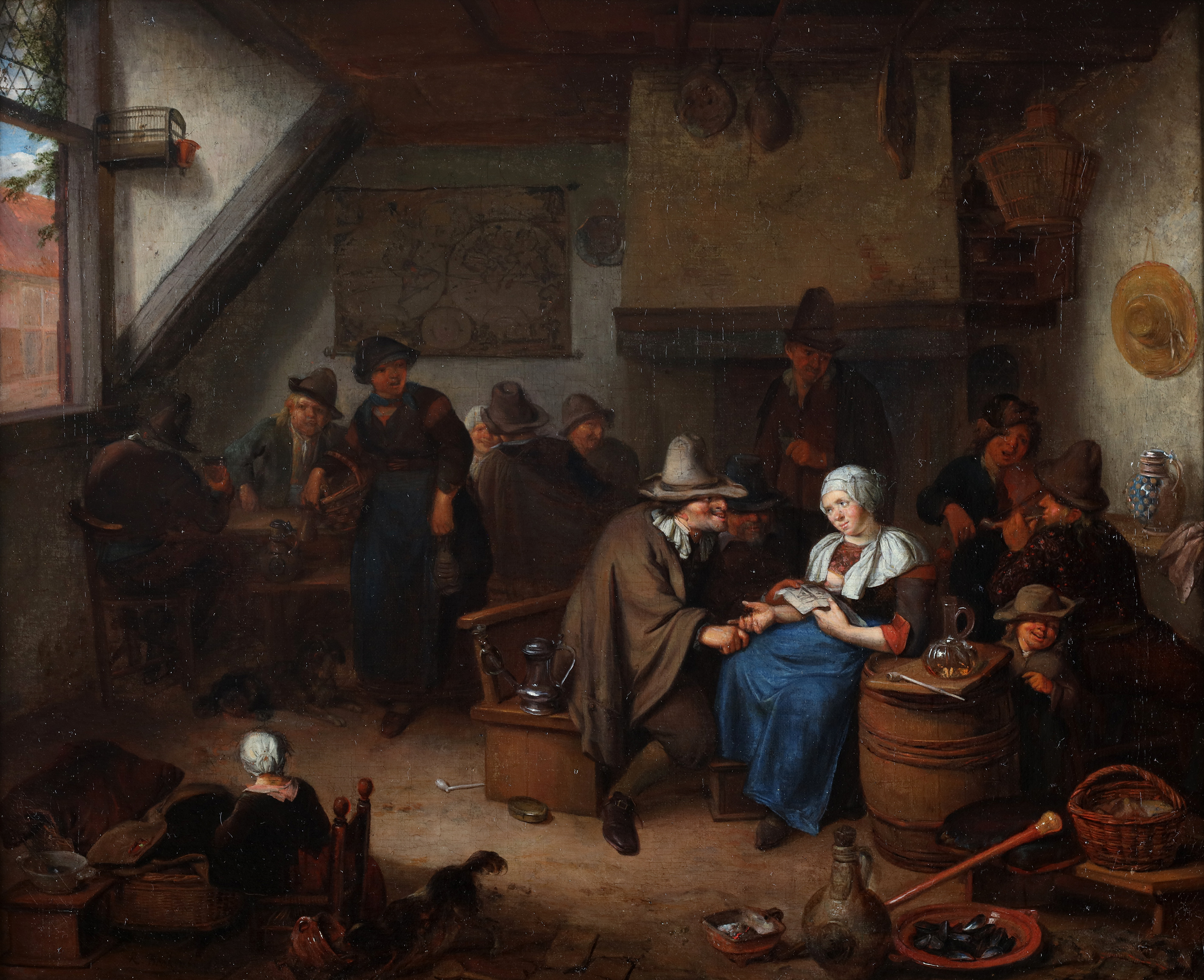
Festiviteiten in de herberg (Franse collectie)
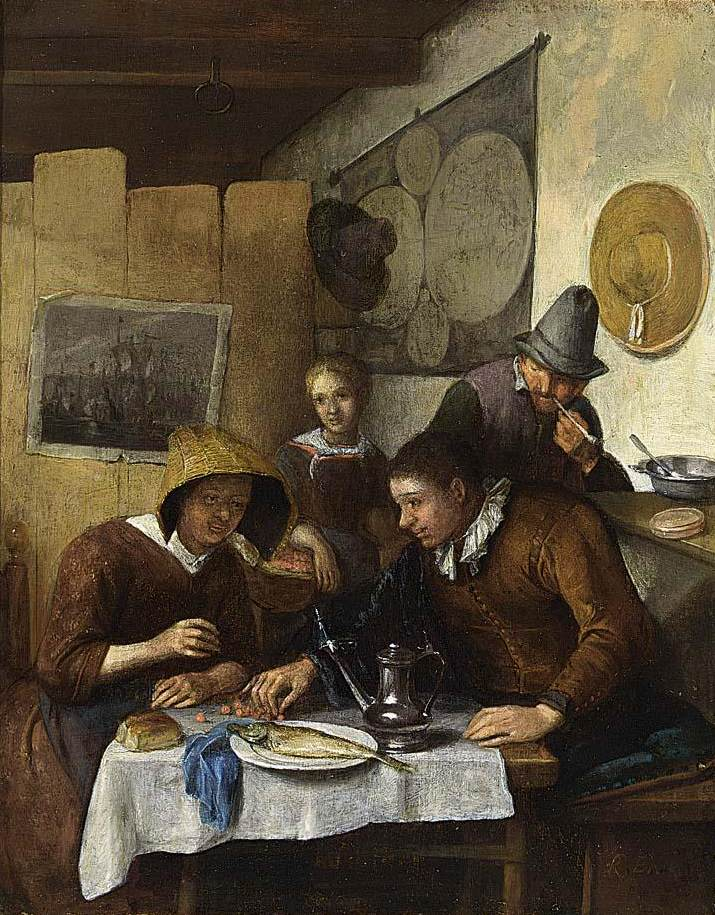
Gezinsontbijt
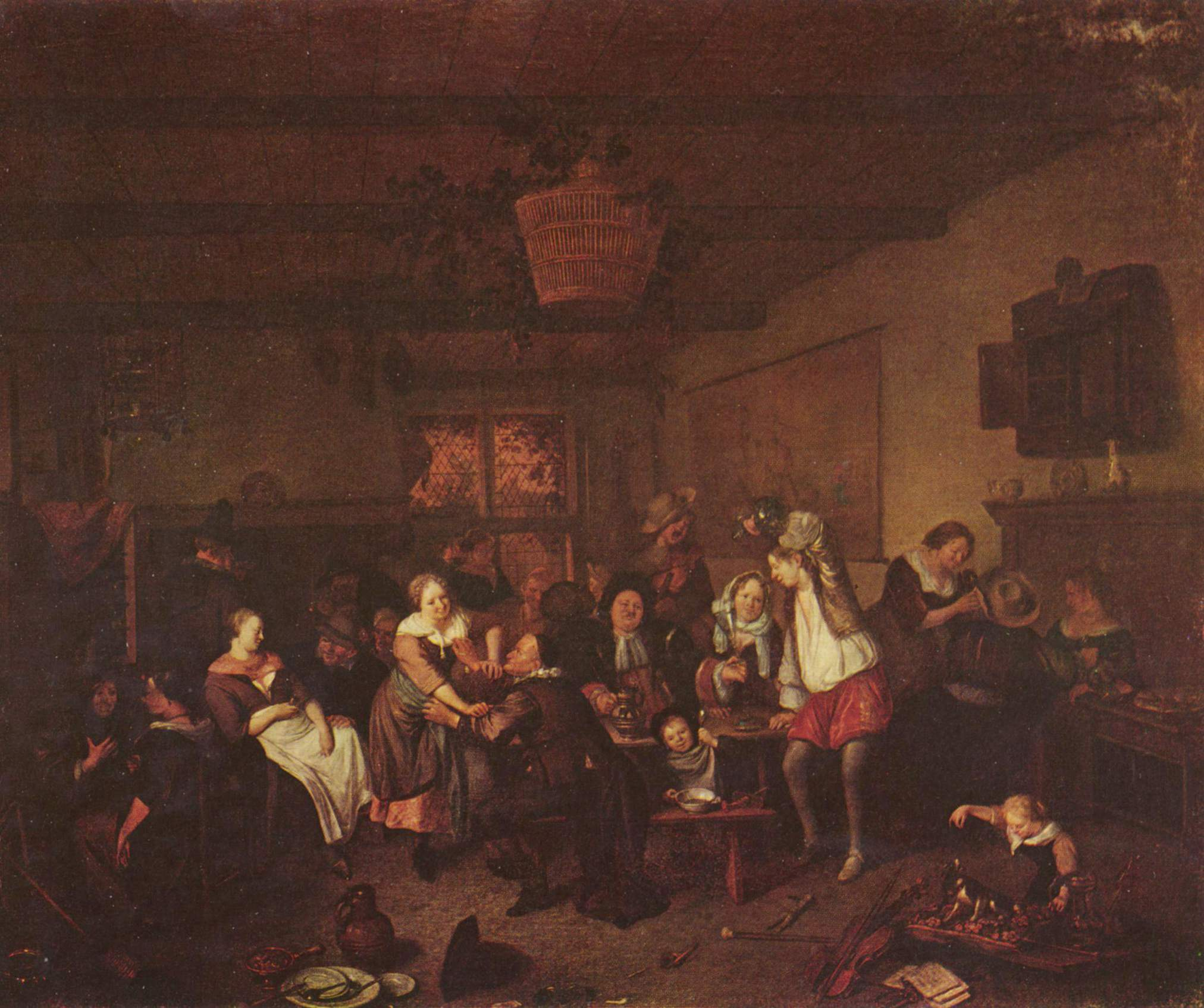
Fröhliche Gesellschaft
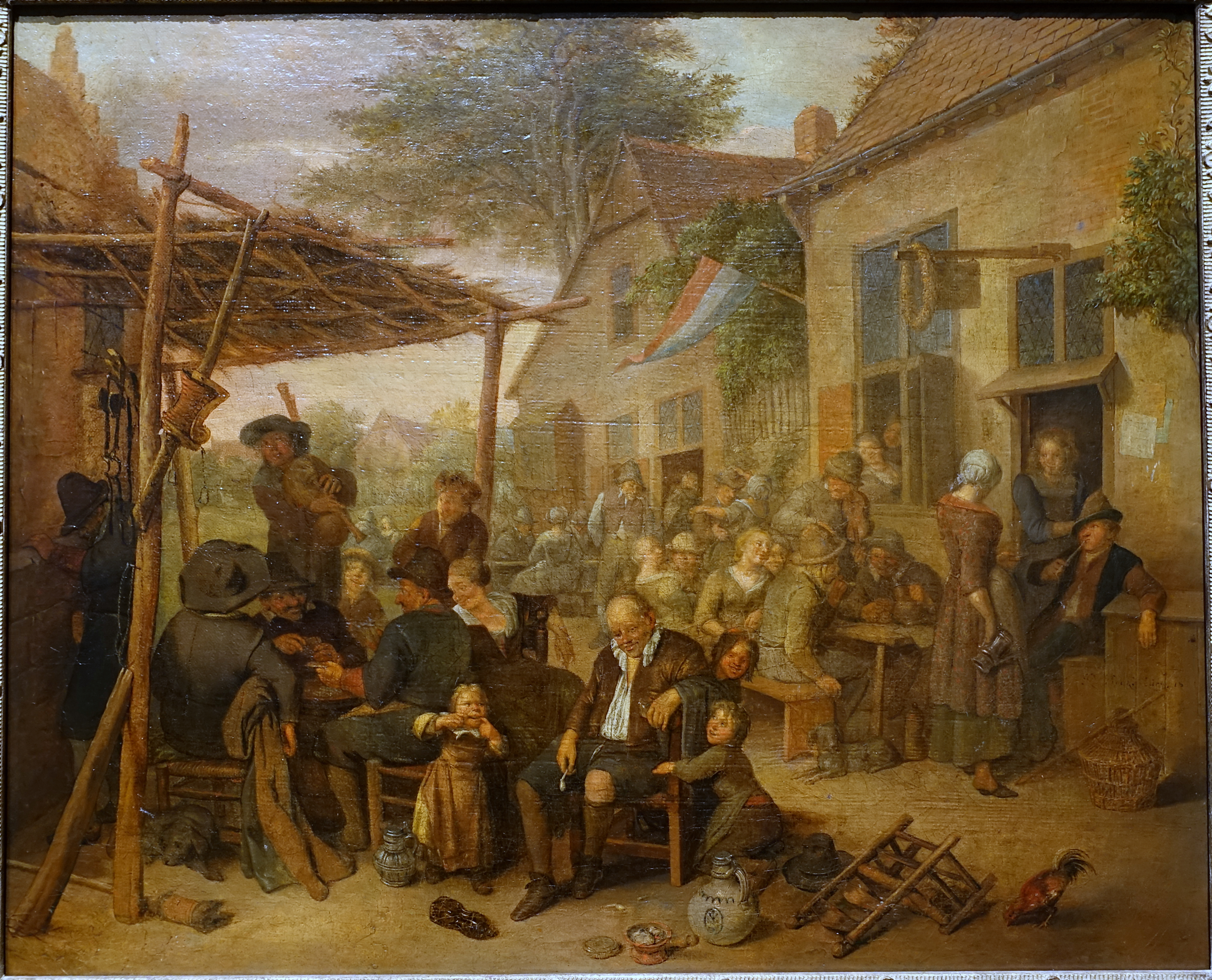
Dorpsmarkt
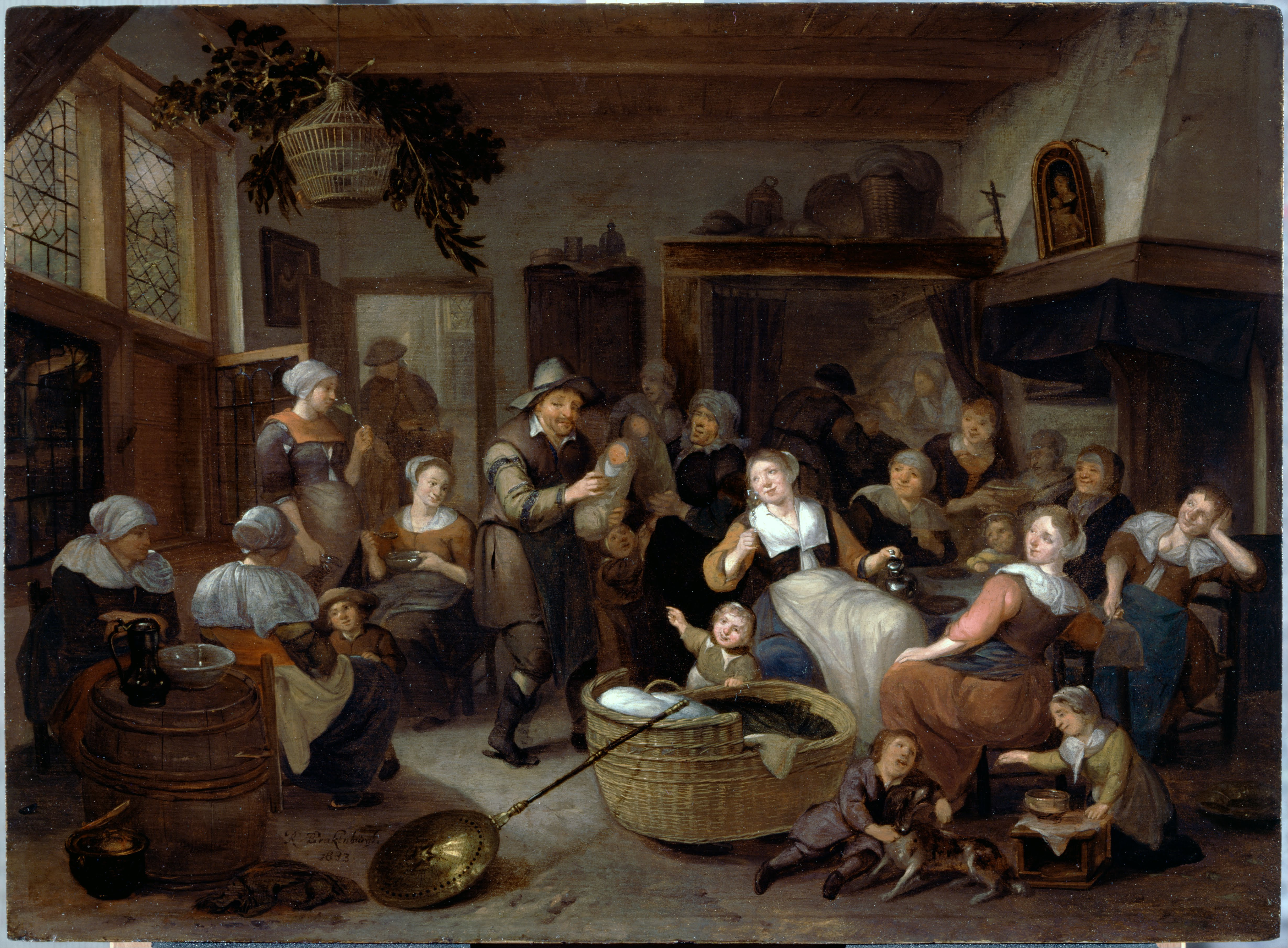
Celebration of a Birth, 1682
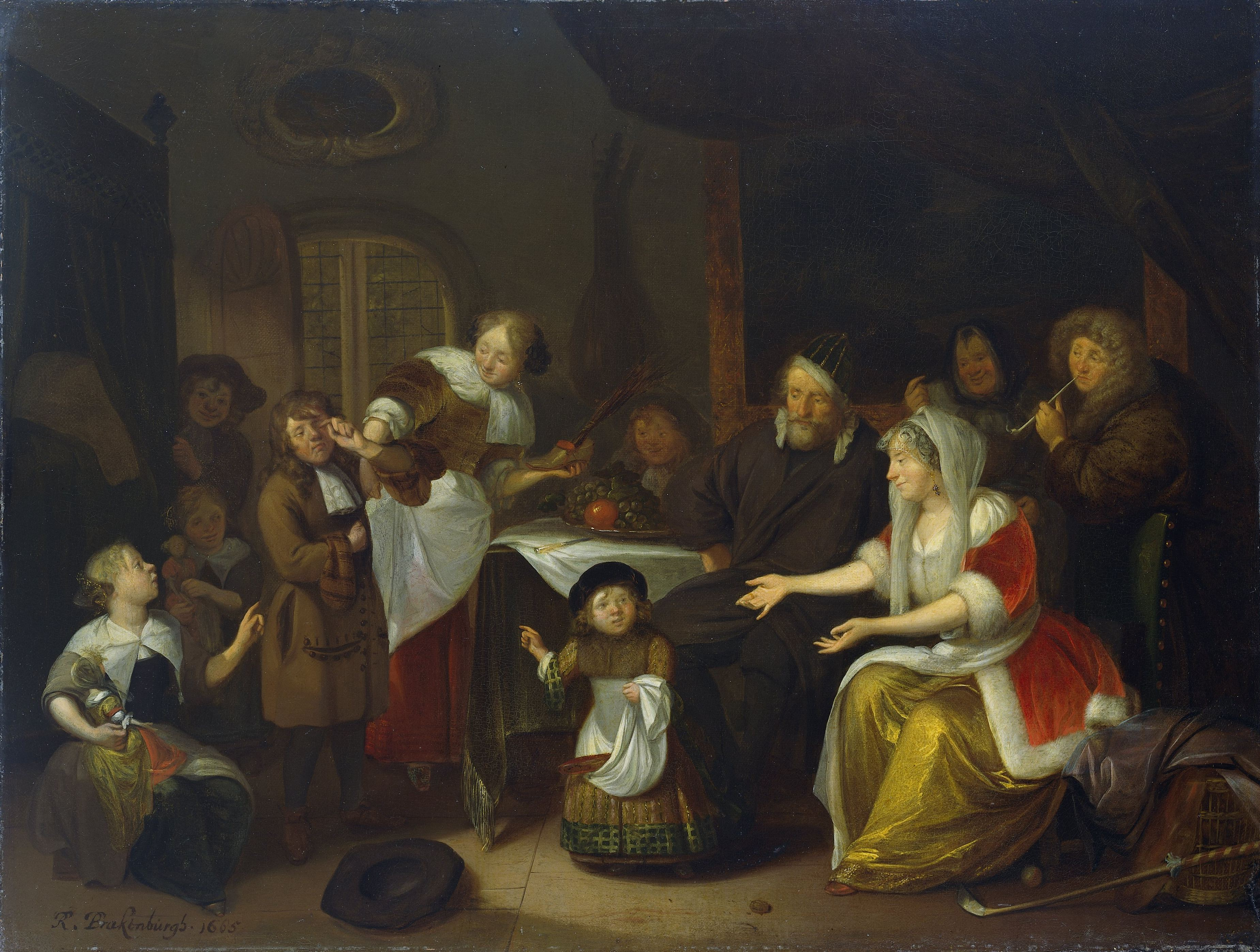
Feast of Saint Nicholas, painted in 1685. Now in the collection of the Rijksmuseum Amsterdam.
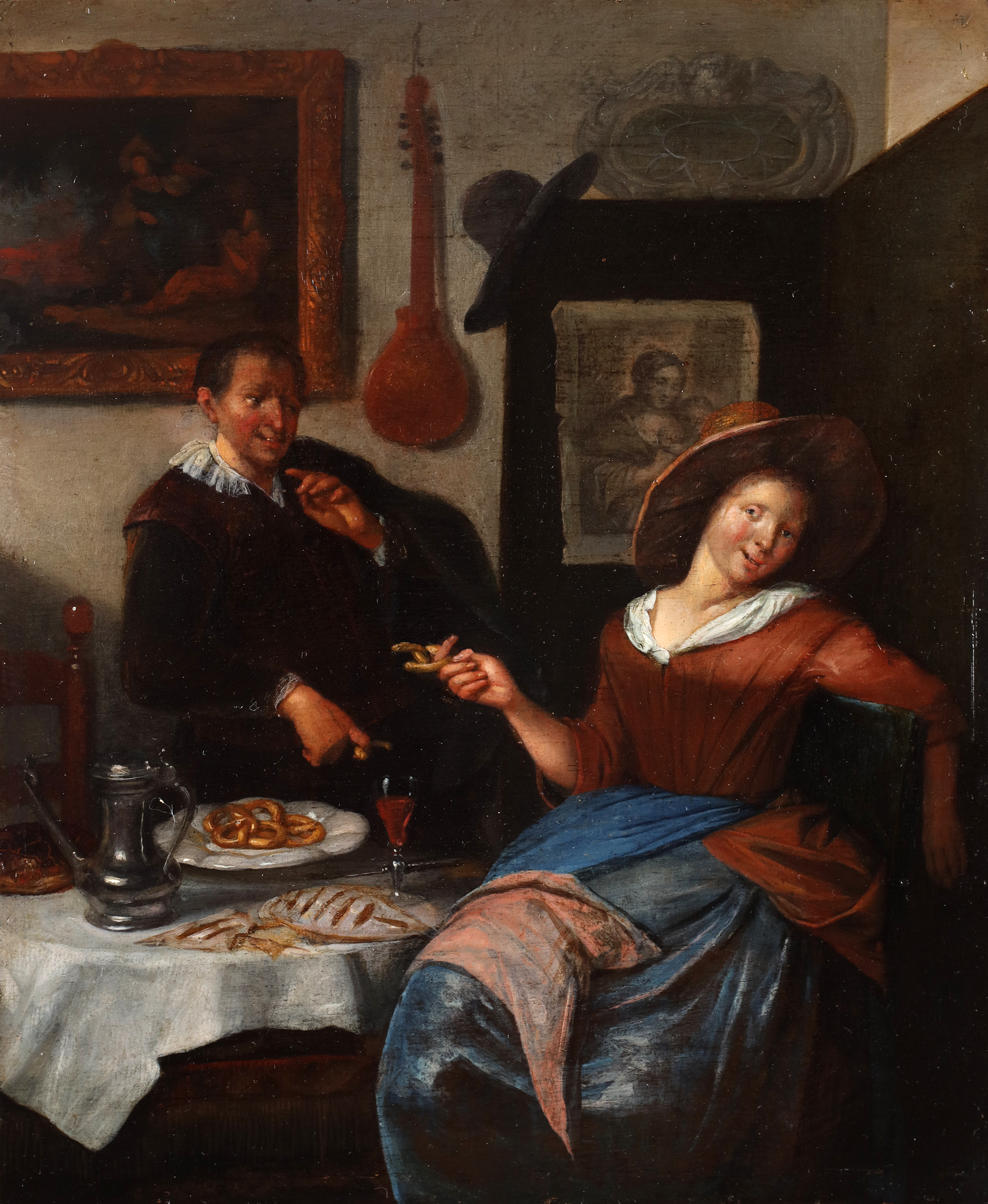
Het hof maken, (Franse collectie)
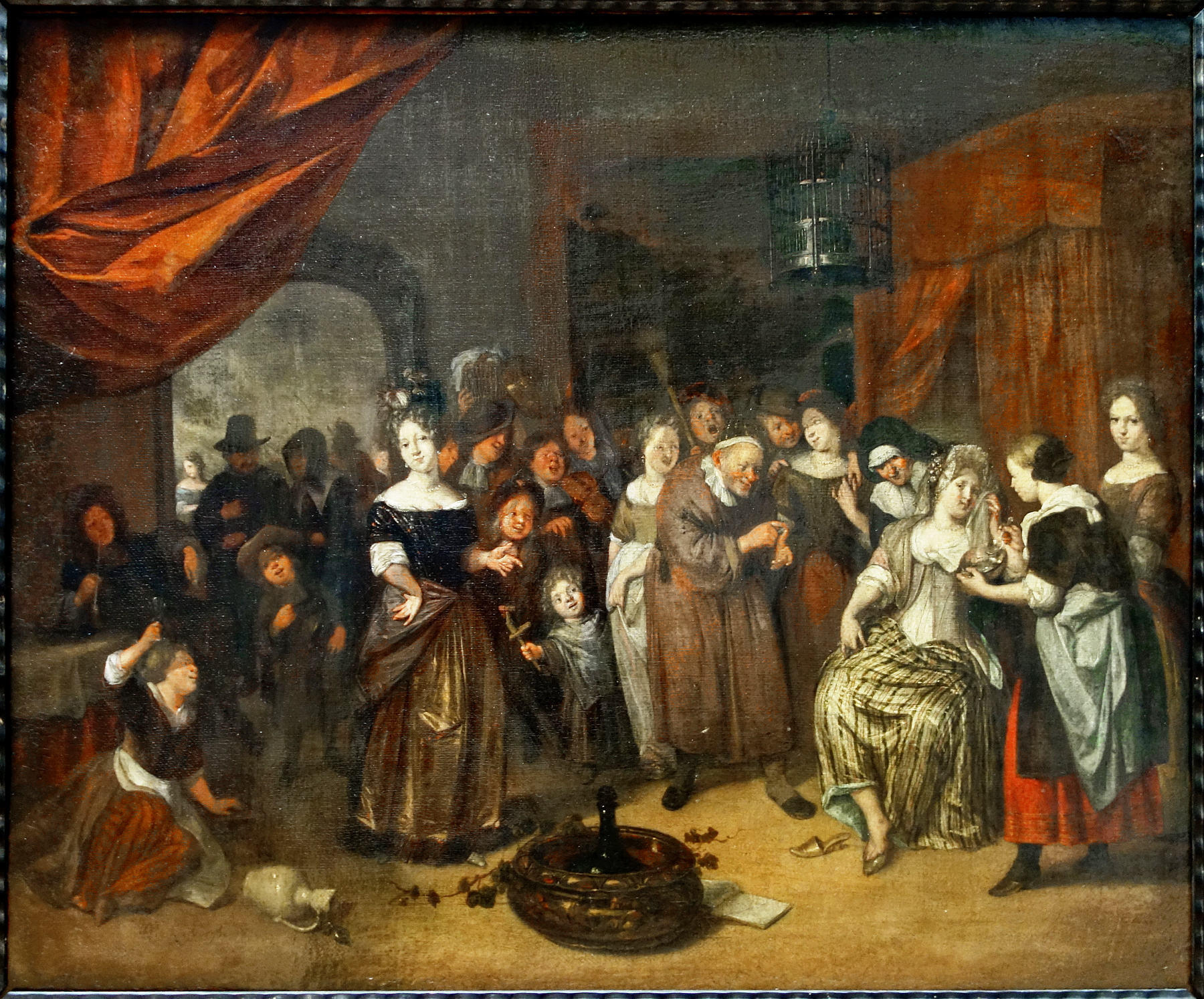
Le lever de la mariée, 1690
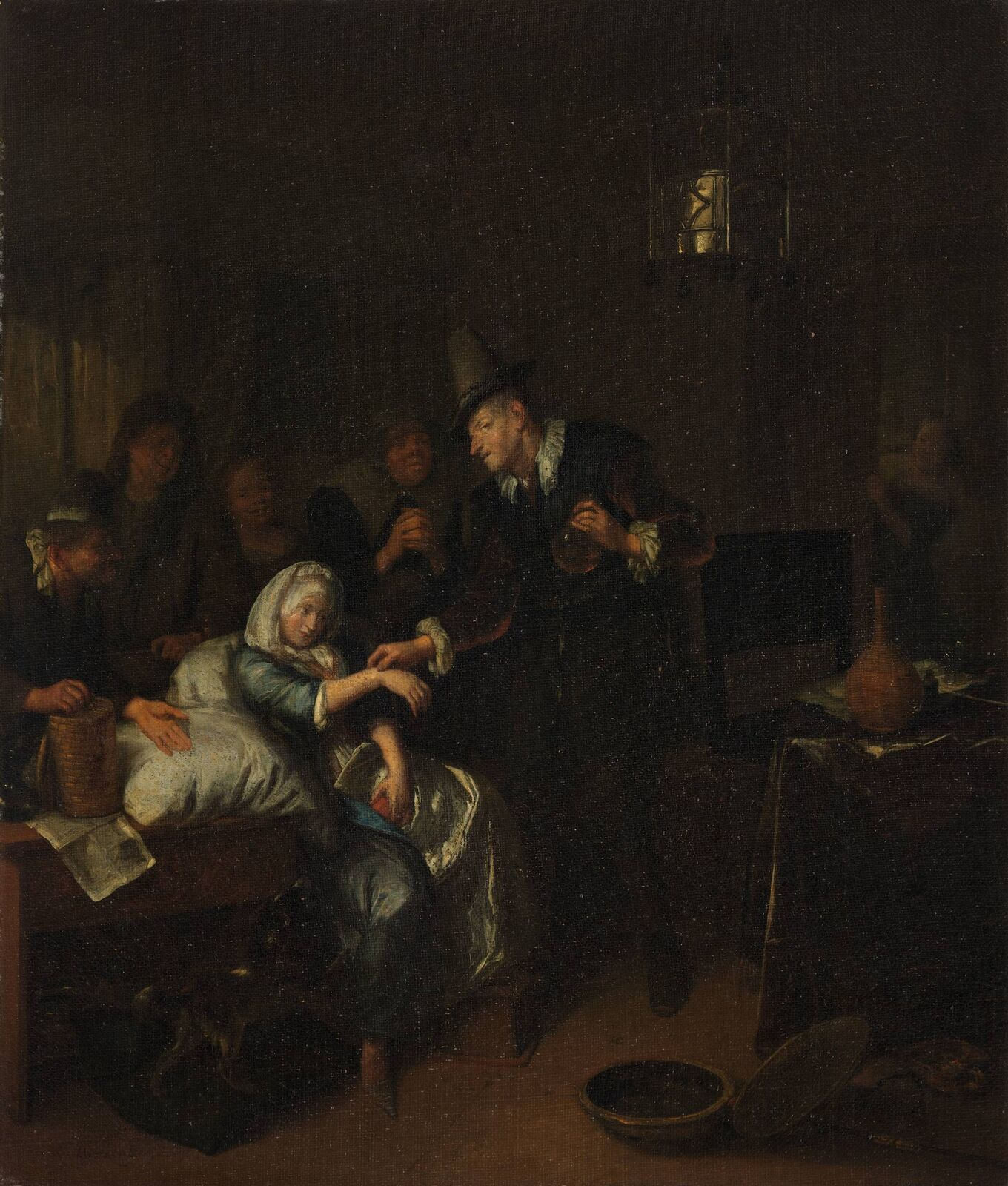
Het doktersbezoek, 1696
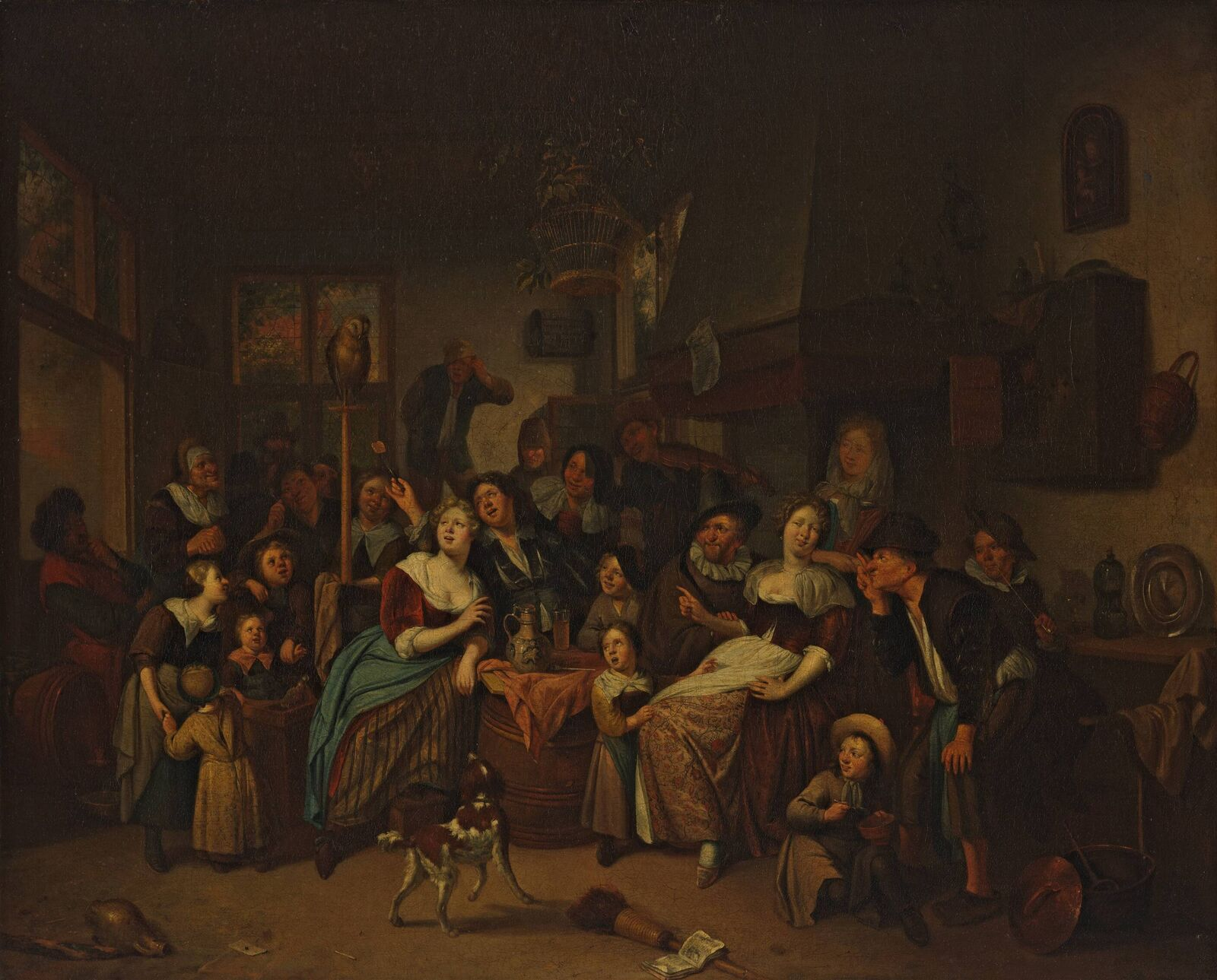
Vrolijk gezelschap, between 1690 and 1700
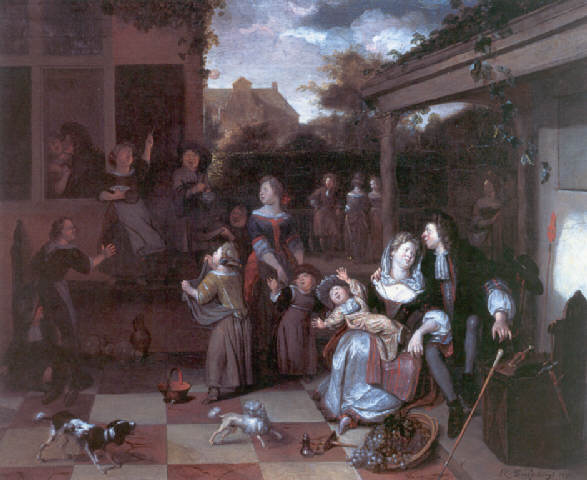
Een familie op een terras, 1691
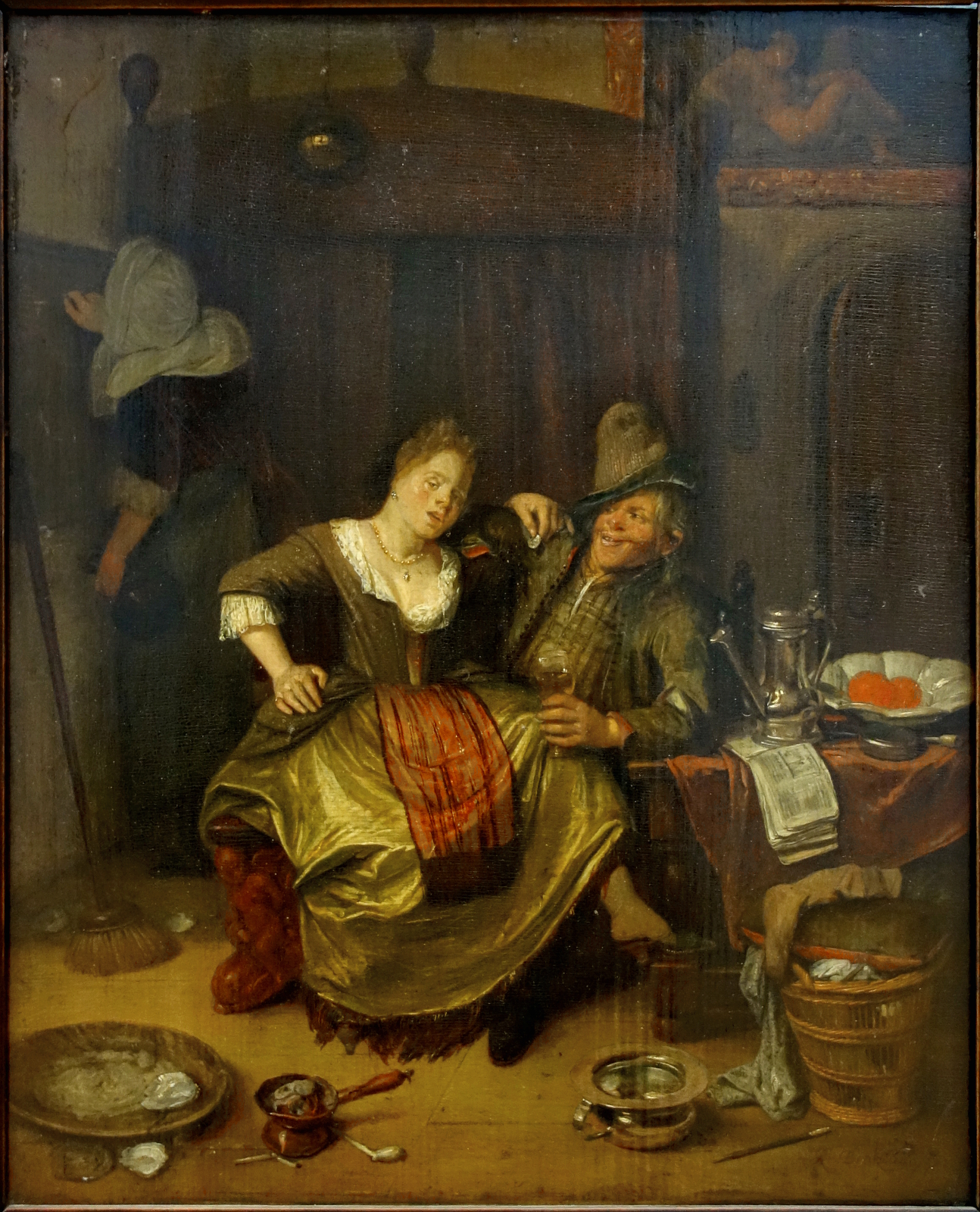
Galante Scène, Palais des beaux-arts de Lille, 1698
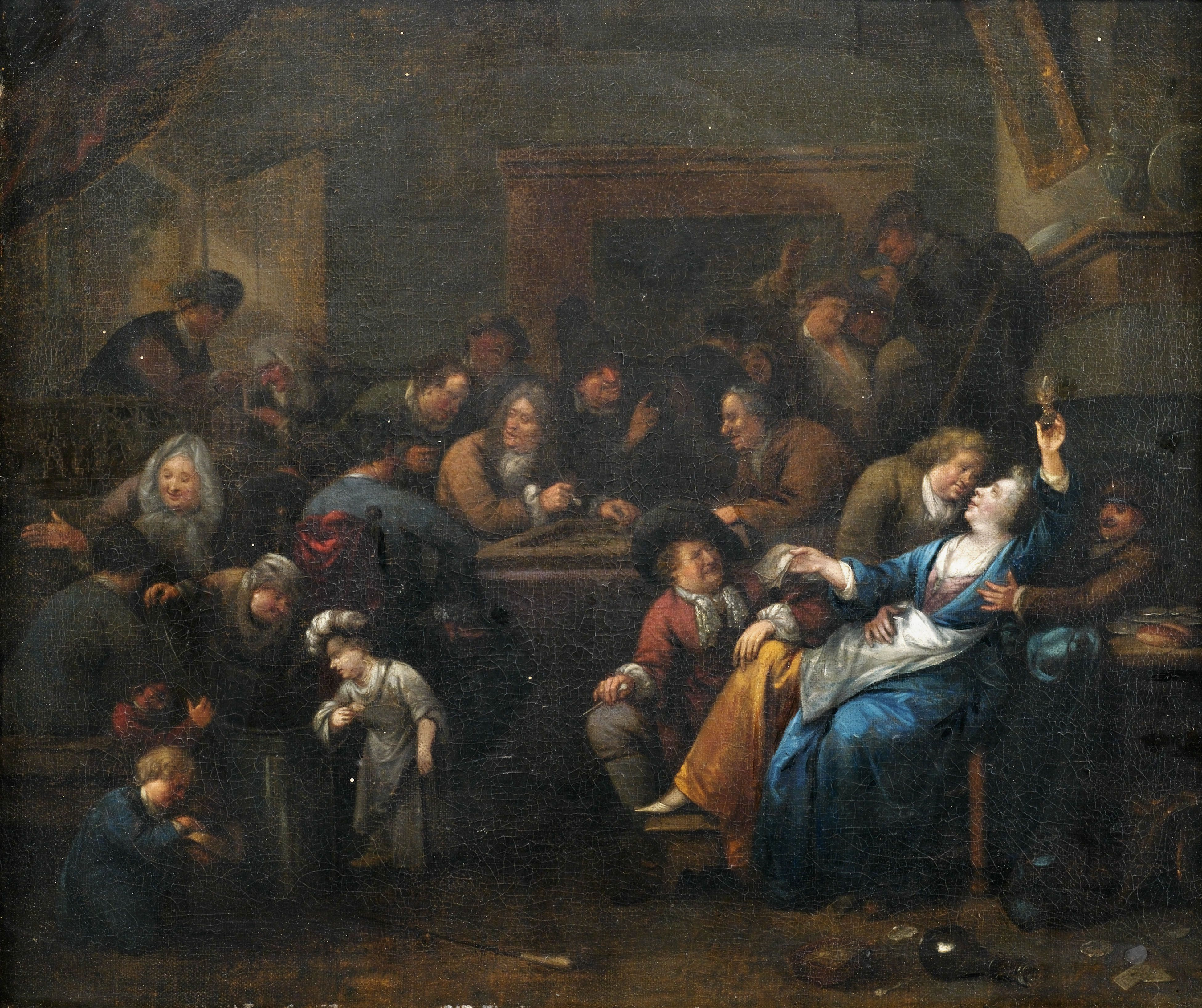
Circle of Richard Brakenburgh In the Tavern
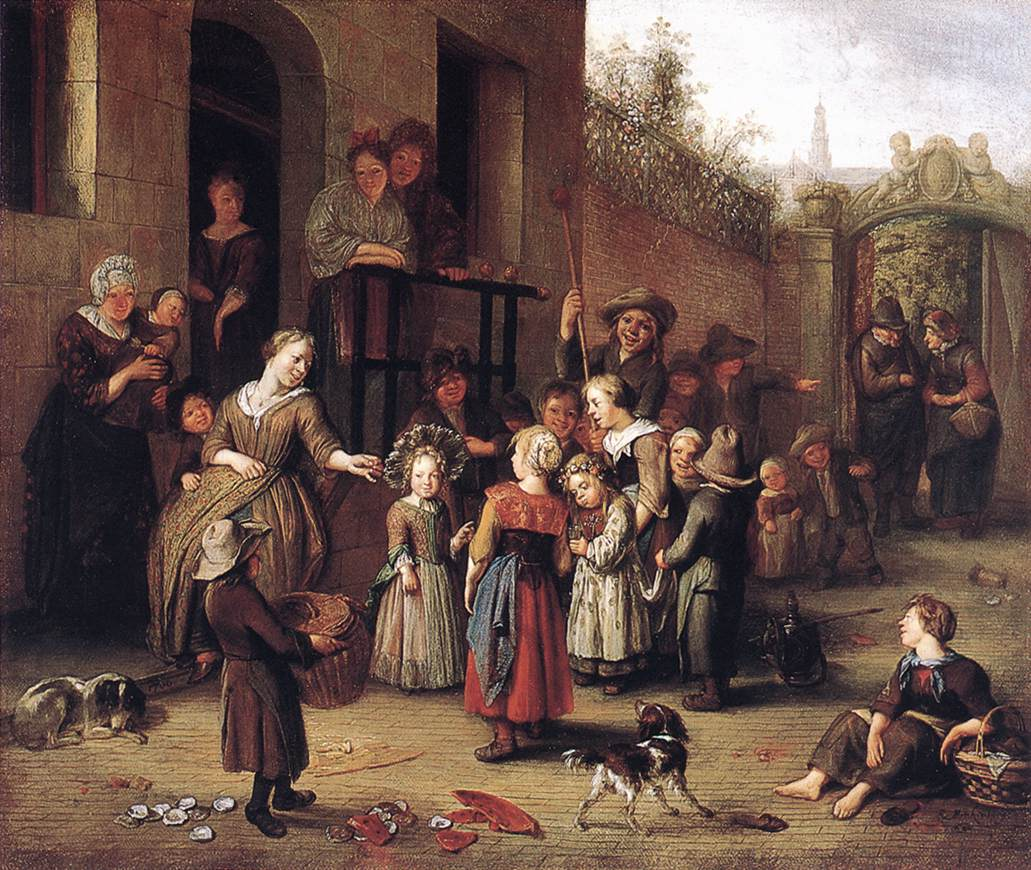
May Queen Festival, 1699
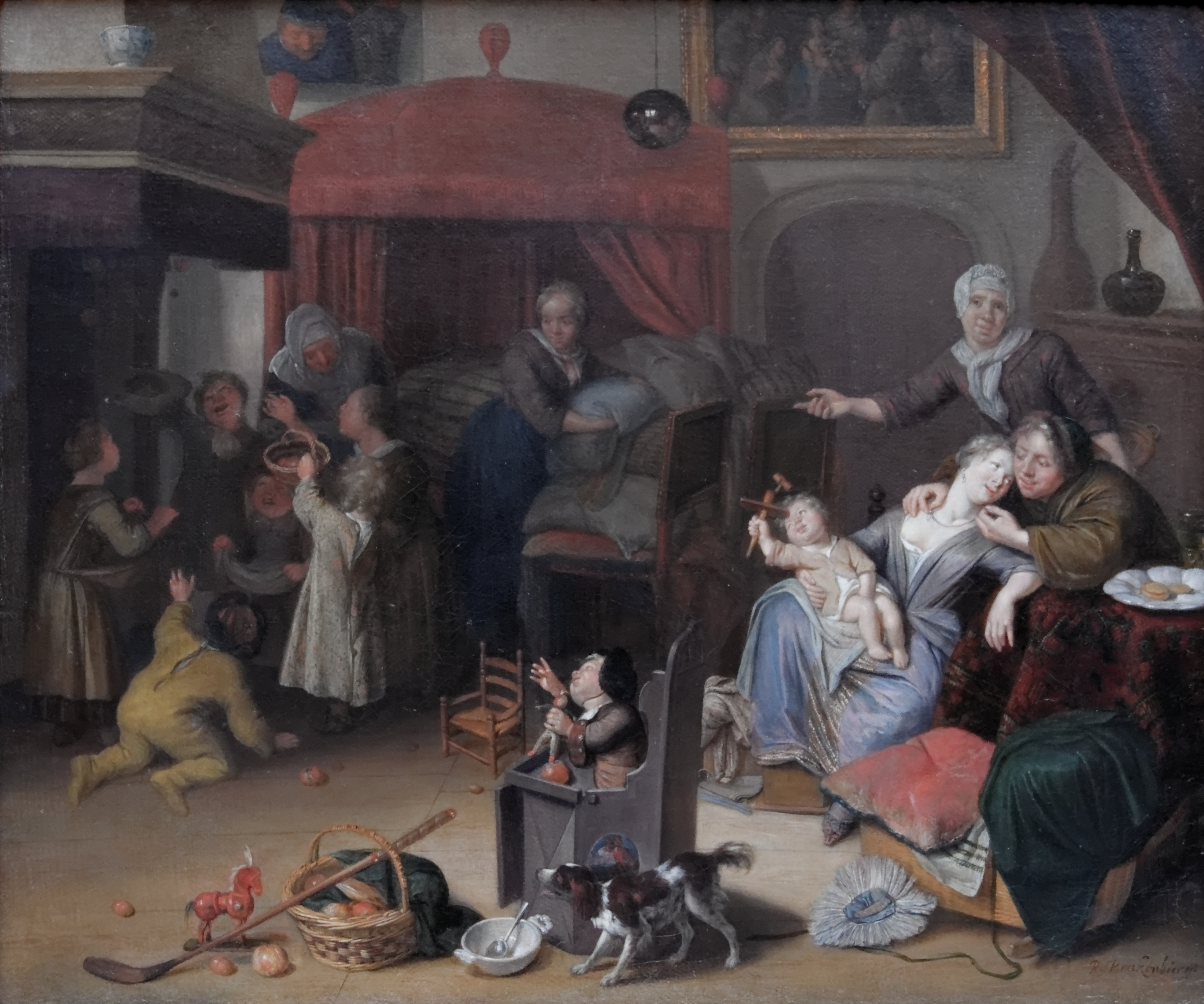
Feast of St. Nicholas, 1699
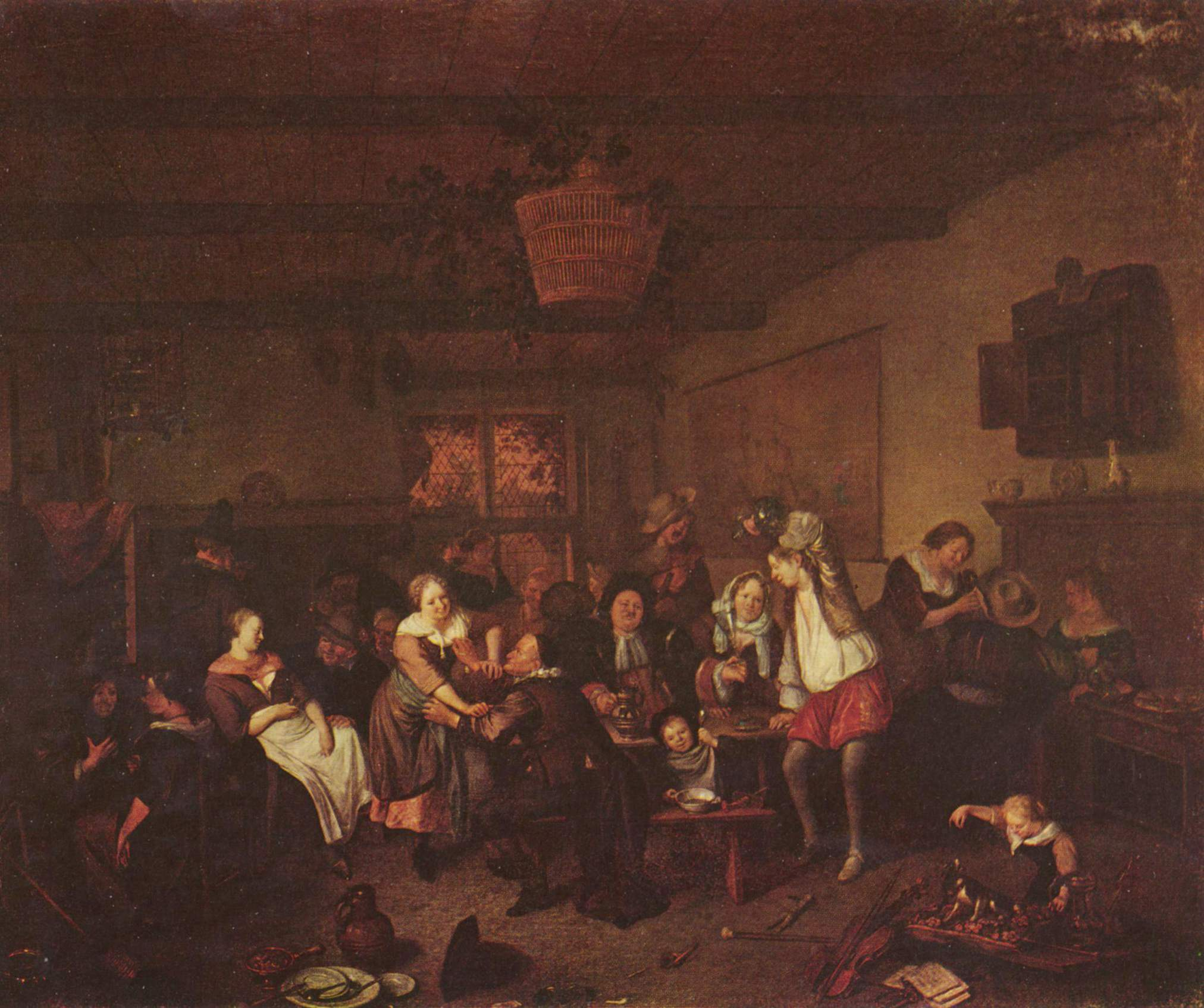
The Yorck Project

- Bibliothèque nationale de France: cb149704611 (data)
- Biografisch Portaal: 63126094
- Digitale Bibliotheek voor de Nederlandse Letteren: brak026
- Gemeinsame Normdatei: 1038282314
- International Standard Name Identifier: 0000 0000 6660 0050
- KulturNav: 325489d2-797b-47b2-bcdc-4d3d3eb8bd38
- Library of Congress Control Number: n97874180
- Nederlandse Thesaurus van Auteursnamen: 100358993
- RKD-Nederlands Instituut voor Kunstgeschiedenis: 11962
- Union List of Artist Names: 500026343
- Virtual International Authority File: 5202605
- WorldCat: E39PBJccbWrQFVGd8D77gGBByd